# Chièvres
Chièvres is een stad in de Belgische provincie Henegouwen.De fusiegemeente telt ruim 7.000 inwoners en is daarmee de kleinste stad van Wallonië. Chièvres ligt enkele kilometer ten zuiden van Aat (Ath). Het grondgebied van de gemeente wordt doorsneden door het Kanaal Blaton-Aat en huisvest de Amerikaanse vliegbasis Chièvres.

## Geschiedenis
Chièvres, meer bepaald het gehucht Neufville, was reeds in de Romeinse tijd bewoond en groeide onder de Karolingers uit tot een belangrijk centrum.
Het kleine stadje behoorde in de 11de eeuw aan de Heerlijkheid Chièvres van de machtige familie Van Egmont. Tijdens haar heerschappij wordt een kasteelensemble opgetrokken op de plaats waar nu de Tour de Gavre staat. Omwille van haar belangrijke administratief en militair centrum, werd Chièvres nog vóór 1186 omgeven door een stadsomwalling, waarvan tot op heden restanten zichtbaar zijn.
Het beleefde tegen het einde van de 14de eeuw een intense opbloei van industriële en economische activiteit, maar was uiteindelijk niet opgewassen tegen de concurrentie van het naburige Aat. Rond 1560 liet Karel van Croÿ op de Grand Place een traditioneel landsheerlijk herenhuis optrekken. Hoewel ze er geen intrek in nam, liet de familie Van Egmont dit herenhuis rond 1700 met een traditionele vleugel vergroten. Het gebouw doet nu dienst als bejaardenhome en werd in 2009 nog uitgebreid met een grote achterliggende vleugel.

## Kernen

### Deelgemeenten
| # | Naam                | Opp. (km²) | Inwoners (2020) | Inwoners per km² | NIS-code |
| - | ------------------- | ---------- | --------------- | ---------------- | -------- |
| 1 | Chièvres            | 21,55      | 3.364           | 156              | 51014A   |
| 2 | Tongre-Saint-Martin | 2,54       | 183             | 72               | 51014B   |
| 3 | Ladeuze             | 5,66       | 1.087           | 192              | 51014C   |
| 4 | Grosage             | 5,89       | 367             | 62               | 51014D   |
| 5 | Huissignies         | 6,13       | 1.297           | 212              | 51014E   |
| 6 | Tongre-Notre-Dame   | 5,22       | 627             | 120              | 51014F   |

### Overige kernen
In het zuiden van deelgemeente Chièvres ligt nog het dorpje Vaudignies.

## Bezienswaardigheden
- Van de middeleeuwse verdedigingsgordel bestaat nog de Gavertoren (Tour de Gavre) uit de 15de eeuw.
- De gotische Sint-Martinuskerk (Église Saint-Martin) uit de 14de eeuw werd in de 16de eeuw voorzien van een fraaie klokkentoren met hoektorentjes, typisch voor de Henegouwse gotiek.
- De Chapelle de la Ladrerie staat op de samenvloeiing van de Hunelle en de Petite Hunelle. Hier was in de 12e eeuw een leprozerie en de romaanse kapel werd in 1167-1181. Gebouwd in kalksteen.
- De Sint-Jan de Doperkapel (Chapelle Saint-Jean-Baptiste) is een romaanse veldkapel van 1160-1170, herhaalde malen gerestaureerd.
- De Onze-Lieve-Vrouwekapel (Chapelle Notre-Dame) bestaat al vanaf de 12e eeuw, werd verwoest in 1798 en herbouwd in 1890. Bakstenen neogotische kapel op kruisvormige plattegrond met in het midden een hoge, met leien bedekte, piramide.
- De stadspomp van 1853.
- Het Kasteel van Chièvres is een stadskasteel van 1560, met een uitbreiding van 1700.
- Watermolens:
  - De Moulin de la Hunelle
  - De Moulin de Chièvres
  - De Moulin de la rue Daubechies

## Natuur en landschap
Chièvres ligt aan de Petite Hunelle die iets ten noorden van het stadje in de Hunelle vloeit. Ten oosten ligt de Vliegbasis Chièvres. De hoogte aan de kerk bedraagt 53 meter.

## Demografische ontwikkeling

### Demografische ontwikkeling voor de fusie
- Bron:NIS - Opm:1831 t/m 1970=volkstellingen; 1976= inwoneraantal op 31 december

### Demografische ontwikkeling van de fusiegemeente
Alle historische gegevens hebben betrekking op de huidige gemeente, inclusief deelgemeenten, zoals ontstaan na de fusie van 1 januari 1977.
- Bronnen:NIS, Opm:1831 tot en met 1981=volkstellingen; 1990 en later= inwonertal op 1 januari

| Inwoners van jaar tot jaar op 1 januari 1992 tot heden | Inwoners van jaar tot jaar op 1 januari 1992 tot heden | Inwoners van jaar tot jaar op 1 januari 1992 tot heden |
| jaar                                                   | Aantal                                                 | Evolutie: 1992=index 100                               |
| ------------------------------------------------------ | ------------------------------------------------------ | ------------------------------------------------------ |
| 1992                                                   | 5.866                                                  | 100,0                                                  |
| 1993                                                   | 5.870                                                  | 100,1                                                  |
| 1994                                                   | 5.890                                                  | 100,4                                                  |
| 1995                                                   | 5.919                                                  | 100,9                                                  |
| 1996                                                   | 5.881                                                  | 100,3                                                  |
| 1997                                                   | 5.888                                                  | 100,4                                                  |
| 1998                                                   | 5.927                                                  | 101,0                                                  |
| 1999                                                   | 5.972                                                  | 101,8                                                  |
| 2000                                                   | 6.006                                                  | 102,4                                                  |
| 2001                                                   | 6.010                                                  | 102,5                                                  |
| 2002                                                   | 6.045                                                  | 103,1                                                  |
| 2003                                                   | 6.046                                                  | 103,1                                                  |
| 2004                                                   | 6.048                                                  | 103,1                                                  |
| 2005                                                   | 6.087                                                  | 103,8                                                  |
| 2006                                                   | 6.198                                                  | 105,7                                                  |
| 2007                                                   | 6.330                                                  | 107,9                                                  |
| 2008                                                   | 6.411                                                  | 109,3                                                  |
| 2009                                                   | 6.523                                                  | 111,2                                                  |
| 2010                                                   | 6.566                                                  | 111,9                                                  |
| 2011                                                   | 6.625                                                  | 112,9                                                  |
| 2012                                                   | 6.666                                                  | 113,6                                                  |
| 2013                                                   | 6.798                                                  | 115,9                                                  |
| 2014                                                   | 6.821                                                  | 116,3                                                  |
| 2015                                                   | 6.870                                                  | 117,1                                                  |
| 2016                                                   | 6.946                                                  | 118,4                                                  |
| 2017                                                   | 6.913                                                  | 117,8                                                  |
| 2018                                                   | 6.899                                                  | 117,6                                                  |
| 2019                                                   | 6.916                                                  | 117,9                                                  |
| 2020                                                   | 6.925                                                  | 118,1                                                  |
| 2021                                                   | 6.942                                                  | 118,3                                                  |
| 2022                                                   | 7.004                                                  | 119,4                                                  |
| 2023                                                   | 7.145                                                  | 120,1                                                  |
| 2024                                                   | 7.168                                                  | 122,2                                                  |
| 2025                                                   | 7.145                                                  | 121,8                                                  |

## Galerij

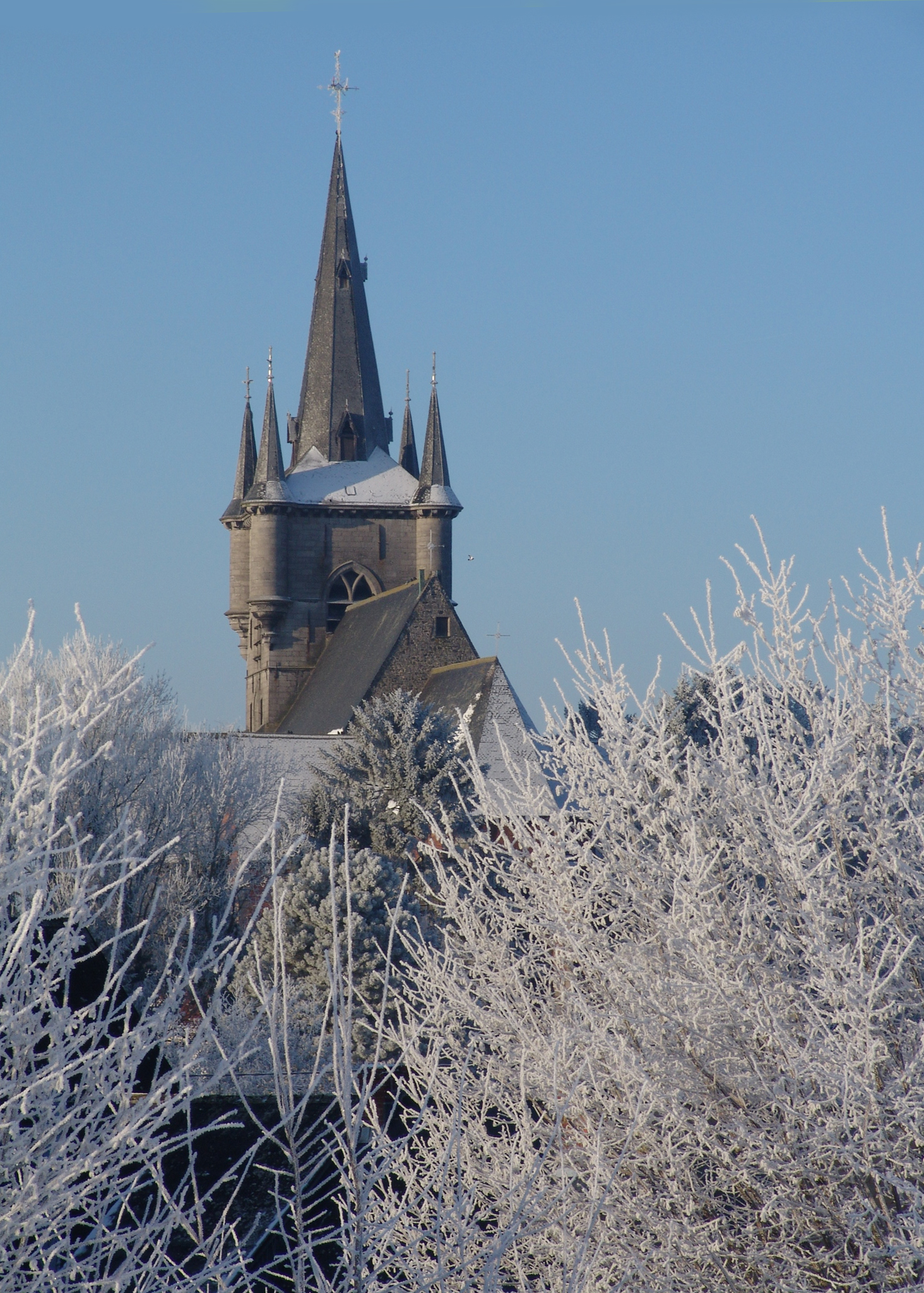
De Sint-Martinuskerk in een winters landschap
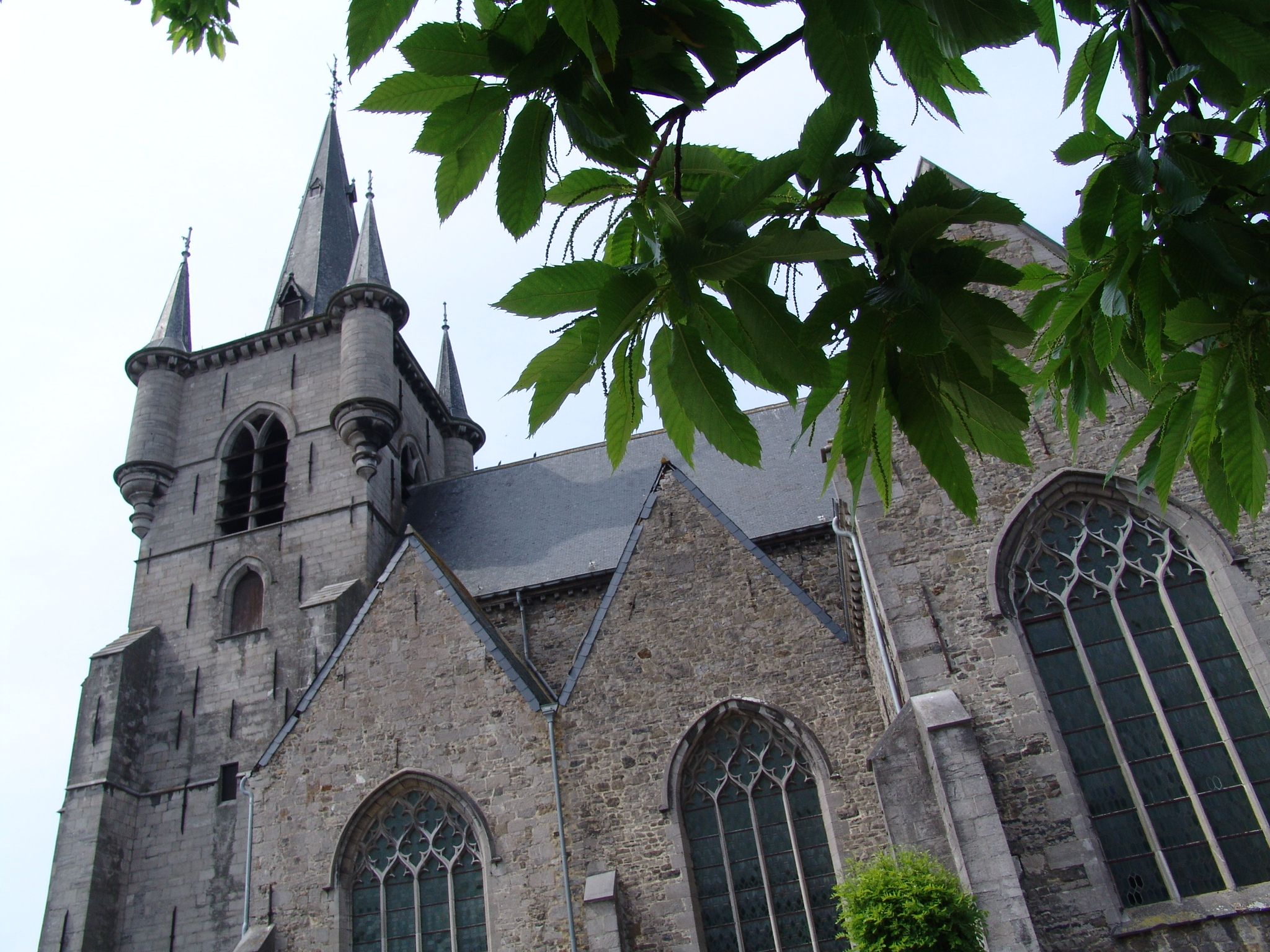
Sint-Martinuskerk
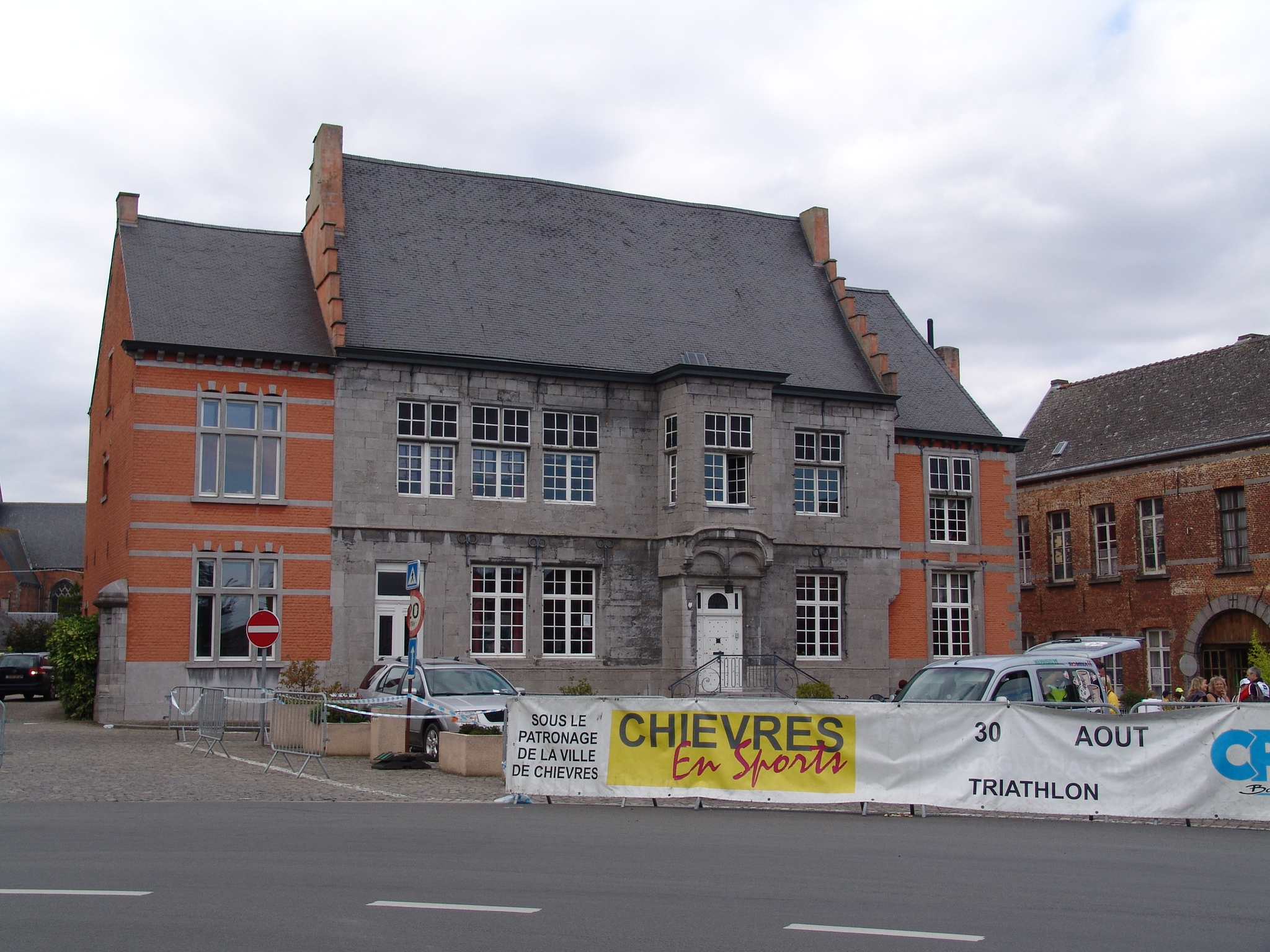
Het voormalig landhuis van de familie van Egmont op de Grote Markt
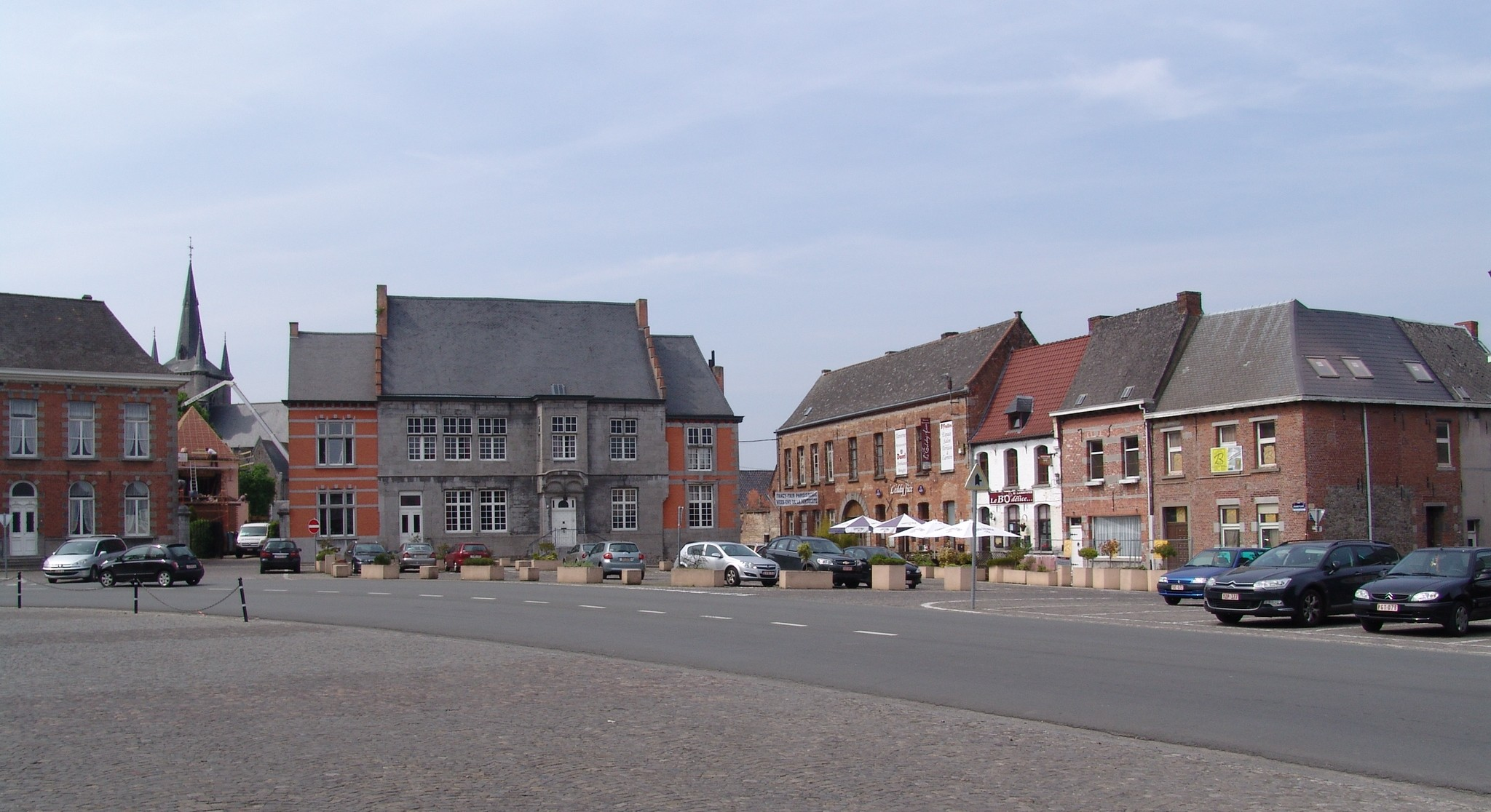
Grote Markt
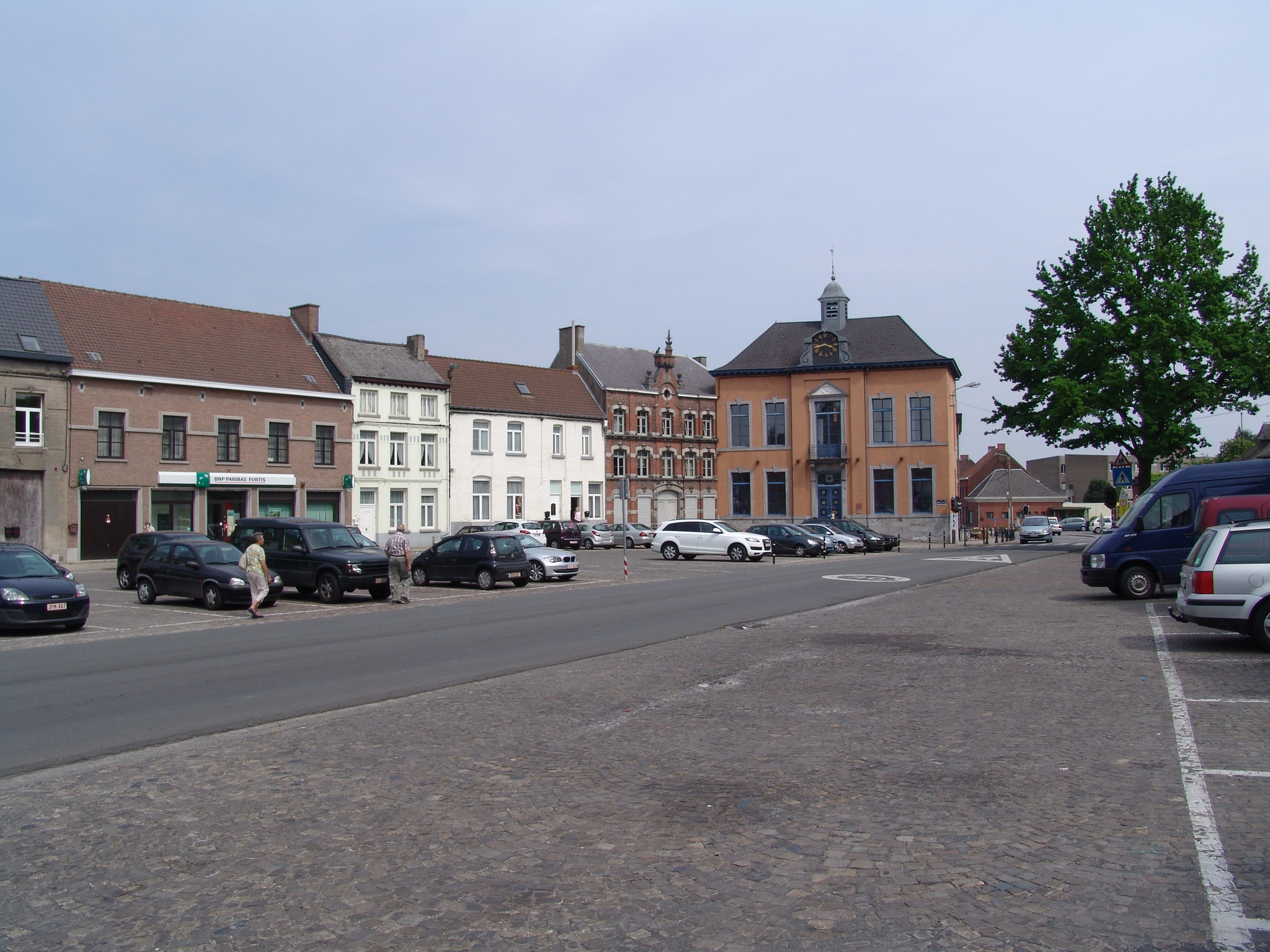
Grote Markt
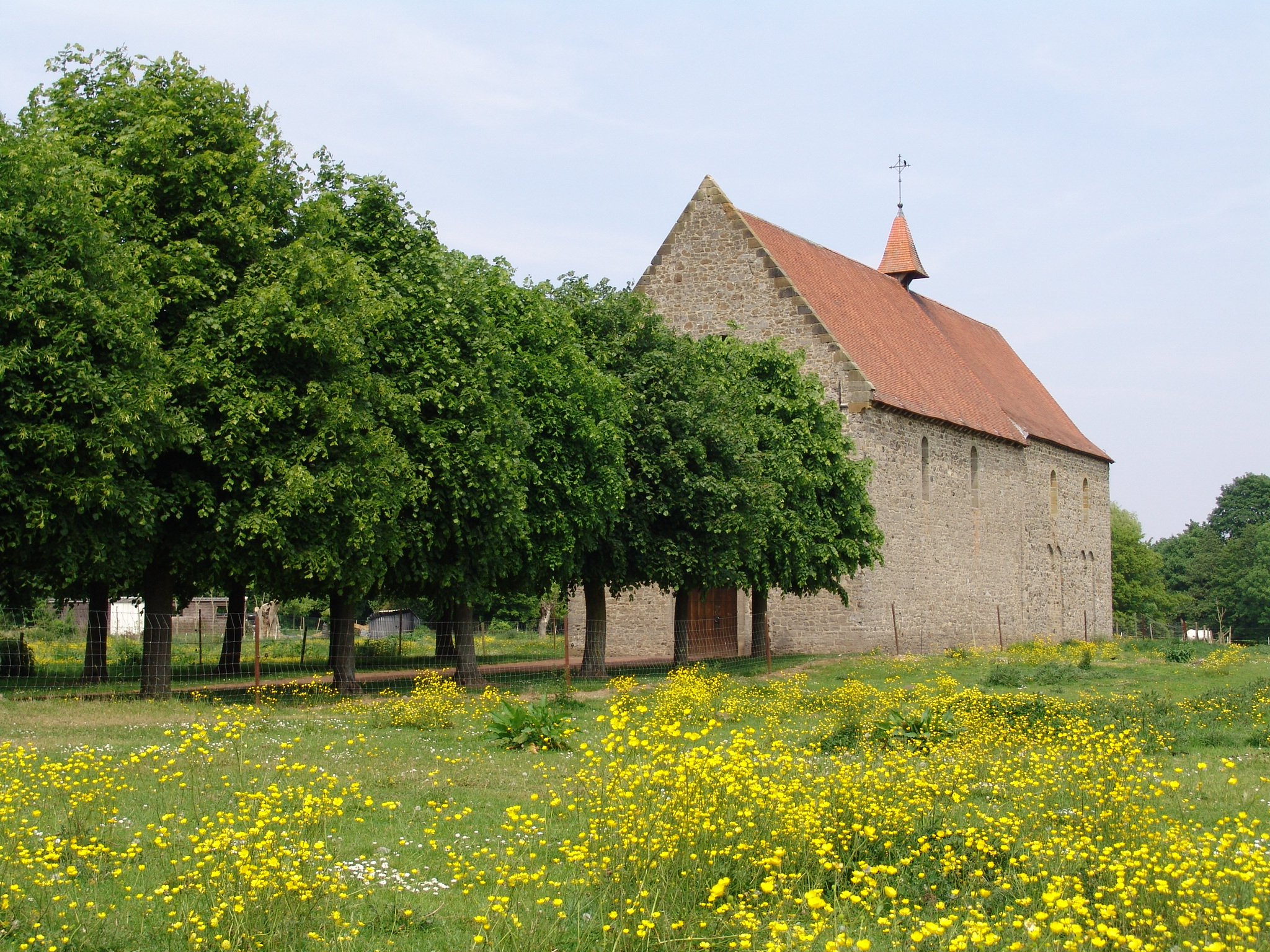
Sint-Jan-Baptistkapel (12de eeuw)
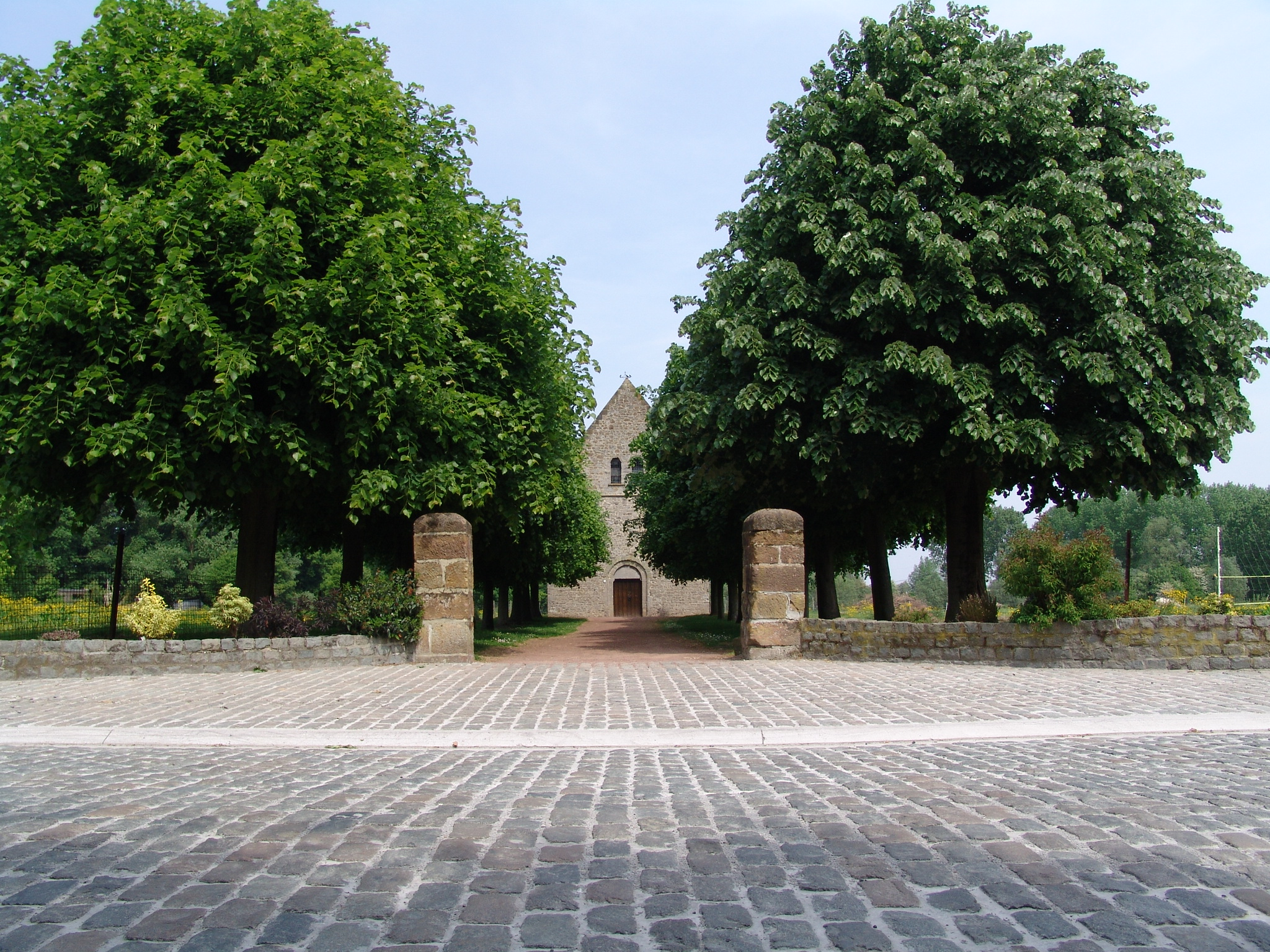
Sint-Jan-Baptistkapel (12e eeuw)
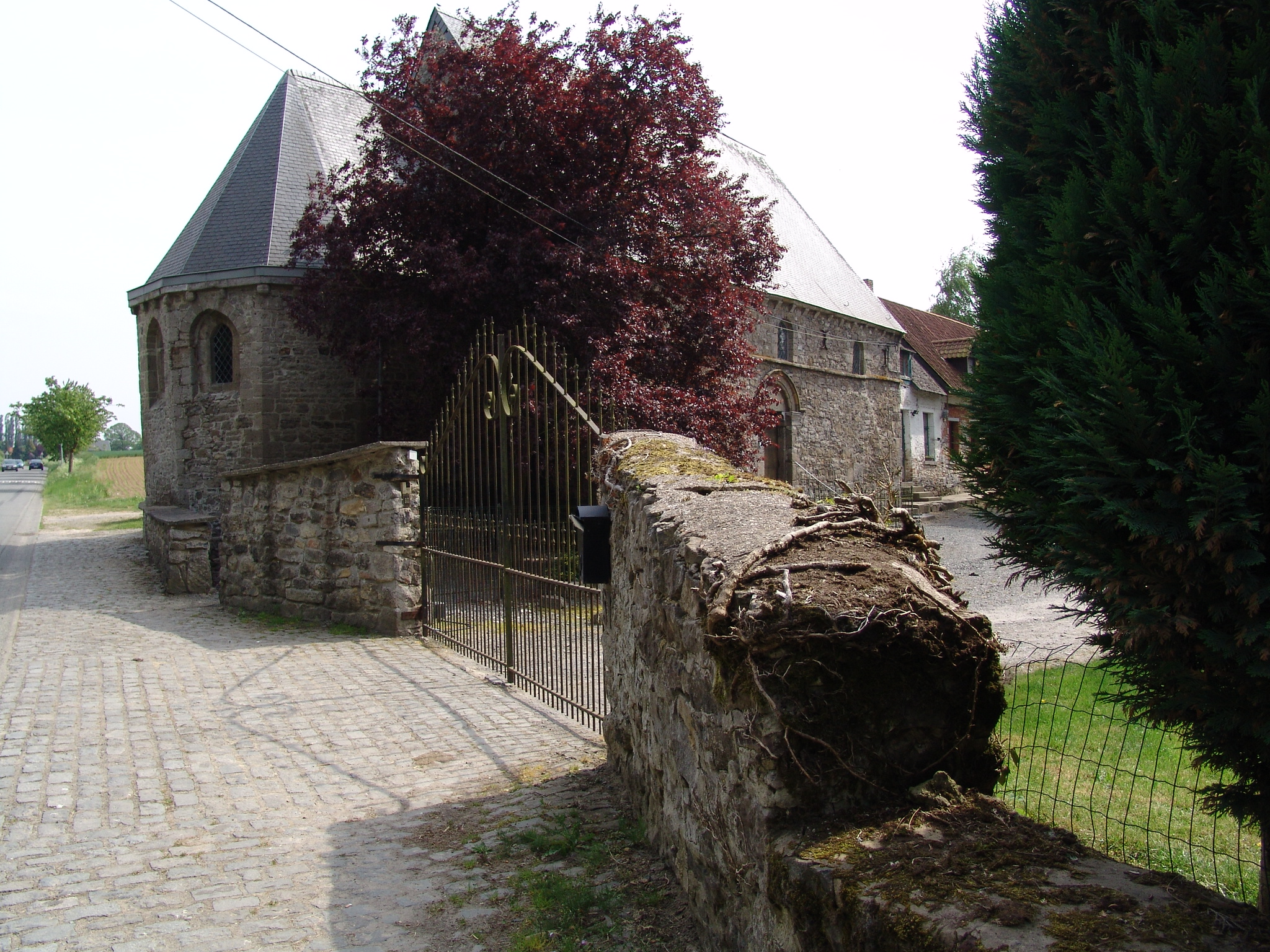
Chapelle de la Ladrerie (12e eeuw)
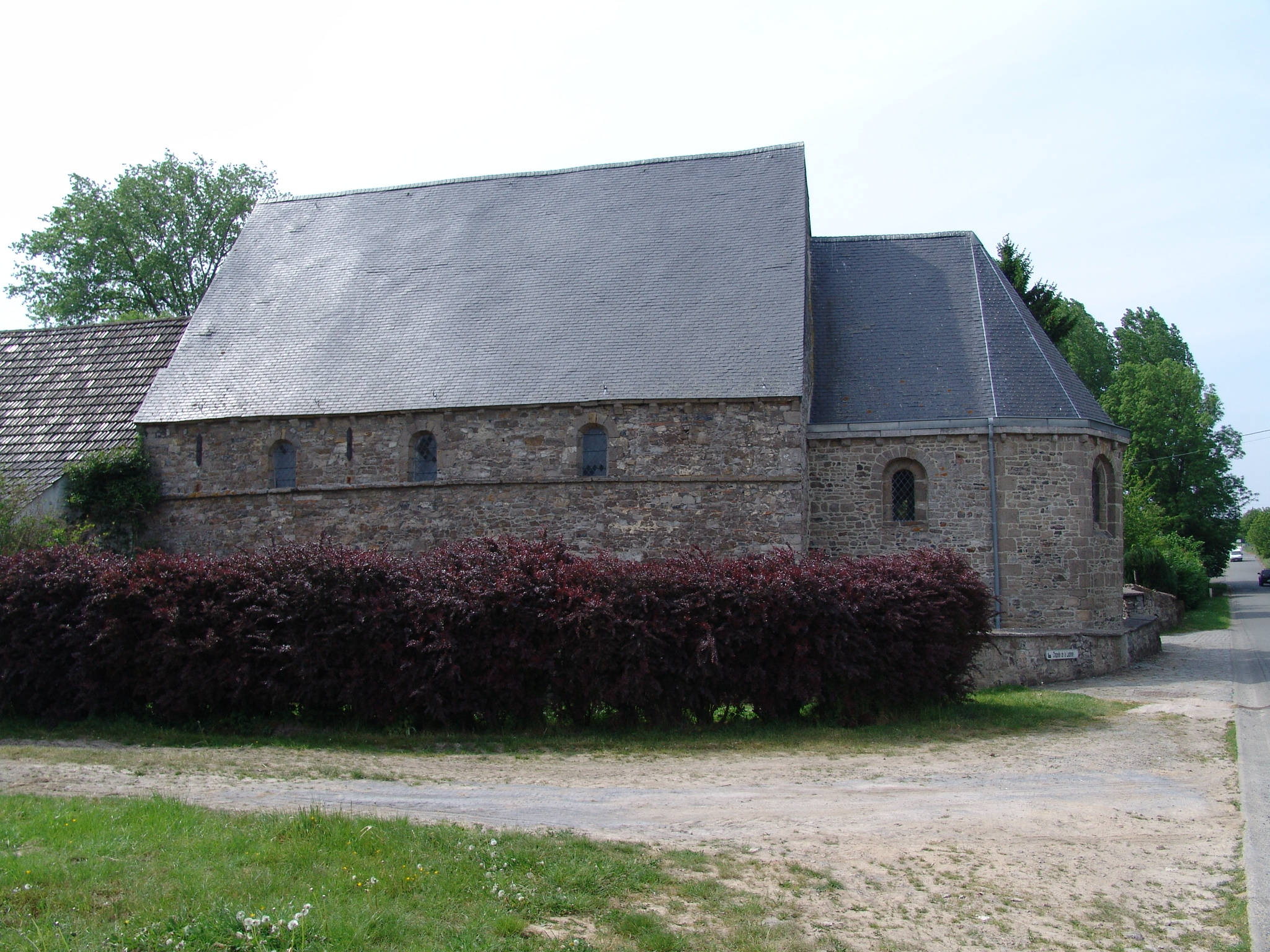
Chapelle de la Ladrerie (12e eeuw)
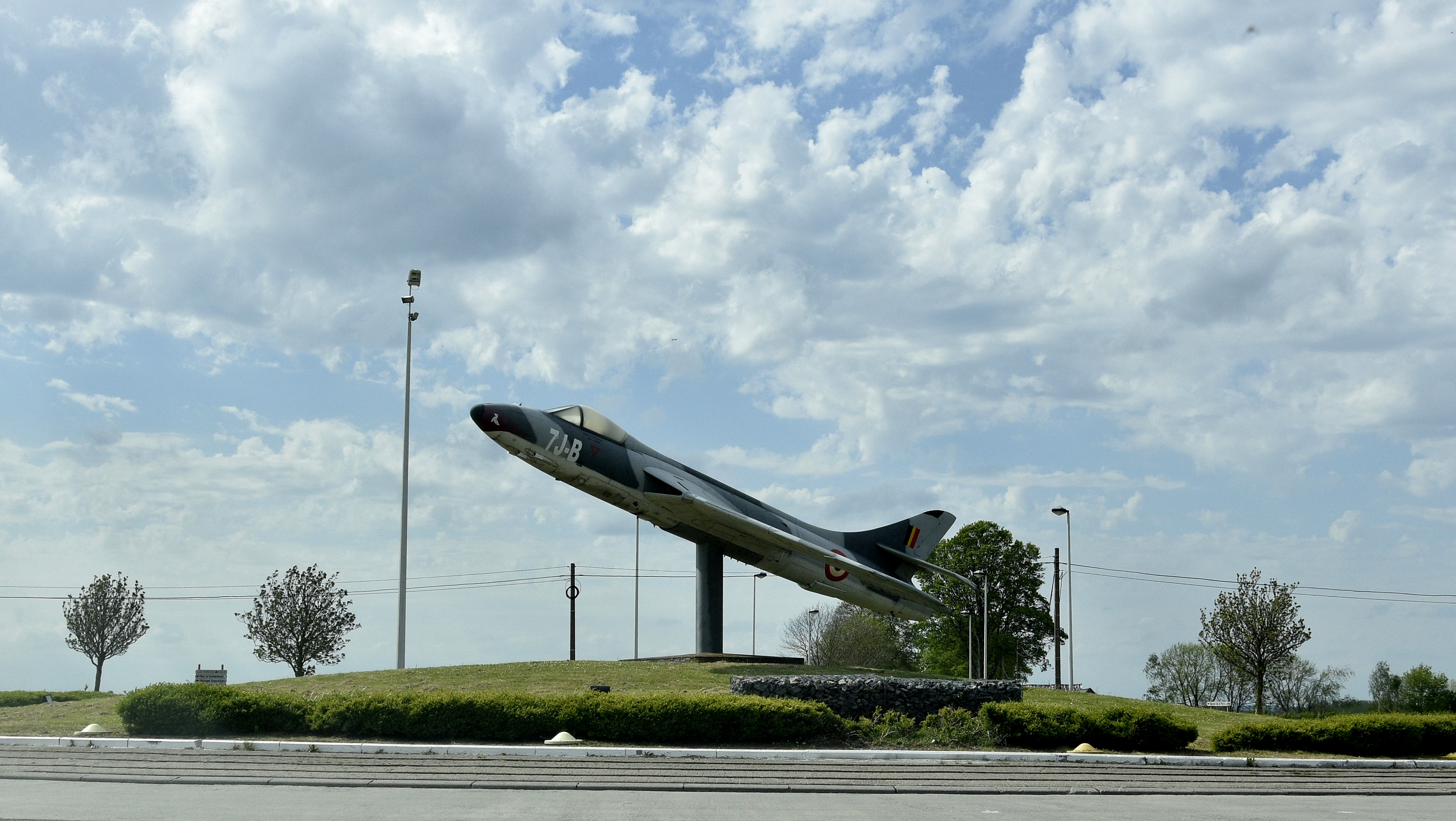
Een Hawker Hunter bij de Vliegbasis Chièvres

## Politiek

### Resultaten gemeenteraadsverkiezingen sinds 1976
| Partij                | 10-10-1976 | 10-10-1976 | 10-10-1982 | 10-10-1982 | 9-10-1988 | 9-10-1988 | 9-10-1994 | 9-10-1994 | 8-10-2000 | 8-10-2000 | 8-10-2006 | 8-10-2006 | 14-10-2012 | 14-10-2012 | 14-10-2018 | 14-10-2018 | 13-10-2024 | 13-10-2024 |
| Stemmen / Zetels      | %          | 17         | %          | 17         | %         | 17        | %         | 17        | %         | 17        | %         | 17        | %          | 17         | %          | 17         | %          | 19         |
| --------------------- | ---------- | ---------- | ---------- | ---------- | --------- | --------- | --------- | --------- | --------- | --------- | --------- | --------- | ---------- | ---------- | ---------- | ---------- | ---------- | ---------- |
| PS                    | 44,28      | 8          | 50,8       | 9          | 50,76     | 9         | 36,68     | 6         | 41,93     | 7         | 49,0      | 9         | 51,15      | 10         | 41,47      | 7          | 35,13      | 7          |
| USC1/IC2/VE3          | 52,881     | 9          | 48,211     | 8          | 47,612    | 8         | 57,63     | 11        | -         |           | -         |           | -          |            | -          |            | -          |            |
| LB                    | -          |            | -          |            | -         |           | -         |           | 39,07     | 7         | -         |           | -          |            | -          |            | -          |            |
| MR1/ Commune En VieA  | -          |            | -          |            | -         |           | -         |           | -         |           | 29,121    | 5         | 31,31      | 6          | 38,251     | 7          | 58,15A     | 12         |
| CDH1/ Commune En VieA | -          |            | -          |            | -         |           | -         |           | -         |           | -         |           | 8,171      | 0          | -          |            | 58,15A     | 12         |
| ECOLO                 | -          |            | -          |            | -         |           | -         |           | -         |           | -         |           | 9,38       | 1          | 20,28      | 3          | 6,72       | 0          |
| ERA                   | -          |            | -          |            | -         |           | 4,2       | 0         | -         |           | -         |           | -          |            | -          |            | -          |            |
| QV                    | -          |            | -          |            | -         |           | 1,51      | 0         | -         |           | -         |           | -          |            | -          |            | -          |            |
| CHXXI1/UNION2         | -          |            | -          |            | -         |           | -         |           | 19,01     | 3         | 21,882    | 3         | -          |            | -          |            | -          |            |
| Anderen(*)            | 2,84       | 0          | 0,99       | 0          | 1,62      | 0         | 5,71      | 0         | -         |           | -         |           | -          |            | -          |            | -          |            |
| Totaal stemmen        | 4233       | 4233       | 4406       | 4406       | 4415      | 4415      | 4354      | 4354      | 4323      | 4323      | 4507      | 4507      | 4678       | 4678       | 4814       | 4814       | 4926       | 4926       |
| Opkomst %             |            |            |            |            | 97,2      | 97,2      | 95,78     | 95,78     | 96,6      | 96,6      | 95,87     | 95,87     | 92,73      | 92,73      | 92,83      | 92,83      | 90,63      | 90,63      |
| Blanco en ongeldig %  | 1,84       | 1,84       | 3,9        | 3,9        | 3,62      | 3,62      | 4,39      | 4,39      | 6,75      | 6,75      | 5,99      | 5,99      | 5,00       | 5,00       | 6,98       | 6,98       | 7,21       | 7,21       |

(*) 1976: LIDEMO (2,84%) / 1982: PCB (0,99%) / 1988: LI (1,62%) / 1994: ERA (4,2%), QV (1,51%)

## Nabijgelegen kernen
Tongre-Saint-Martin, Attre, Bauffe, Herchies